# 帛琉航空
帕勞航空（英語：Palau Airways）是帛琉已結業的航空公司，2011年成立，使用機型為波音737-400。2013年結業。总部在科羅爾。帛琉航空的創始人也是吳哥航空和通里薩航空的樓文豪創始人。經常與帛琉太平洋航空混淆。

## 目的地
- 帛琉
  - 科羅爾﹣羅曼·莫圖國際機場
- 臺灣
  - 台北﹣桃園國際機場
- 香港
  - 香港﹣香港國際機場

## 外部連結
- 帕勞航空官方網頁 （页面存档备份，存于）